# Süderlügum
Süderlügum település Németországban, Schleswig-Holstein tartományban. Lakosainak száma 2368 fő (2023. december 31.).

## Népesség
A település népességének változása:
| Lakosok száma | 1782 | 2356 | 2380 | 2398 | 2424 | 2368 |
|               | 1975 | 2017 | 2019 | 2021 | 2022 | 2023 |